# Banförvaltningscentralen
Banförvaltningscentralen (fi. Ratahallintokeskus) var en statlig myndighet som ansvarade för det finländska järnvägsnätets underhåll och utveckling. Den uppgick 1 januari 2010 i Trafikverket, som sedan blev Trafikledsverket.
Banförvaltningscentralen uppstod år 1995, då Statsjärnvägarna bolagiserades och Banförvaltningcentralen grundades för att handha bannätet.
För säkerhet på finländska järnvägar ansvarade Järnvägsverket från 1 september 2006 till 31 december 2009, då det ersattes av Trafiksäkerhetsverket som blev en del av Transport- och kommunikationsverket den 1 januari 2019.